# Madame Guyon

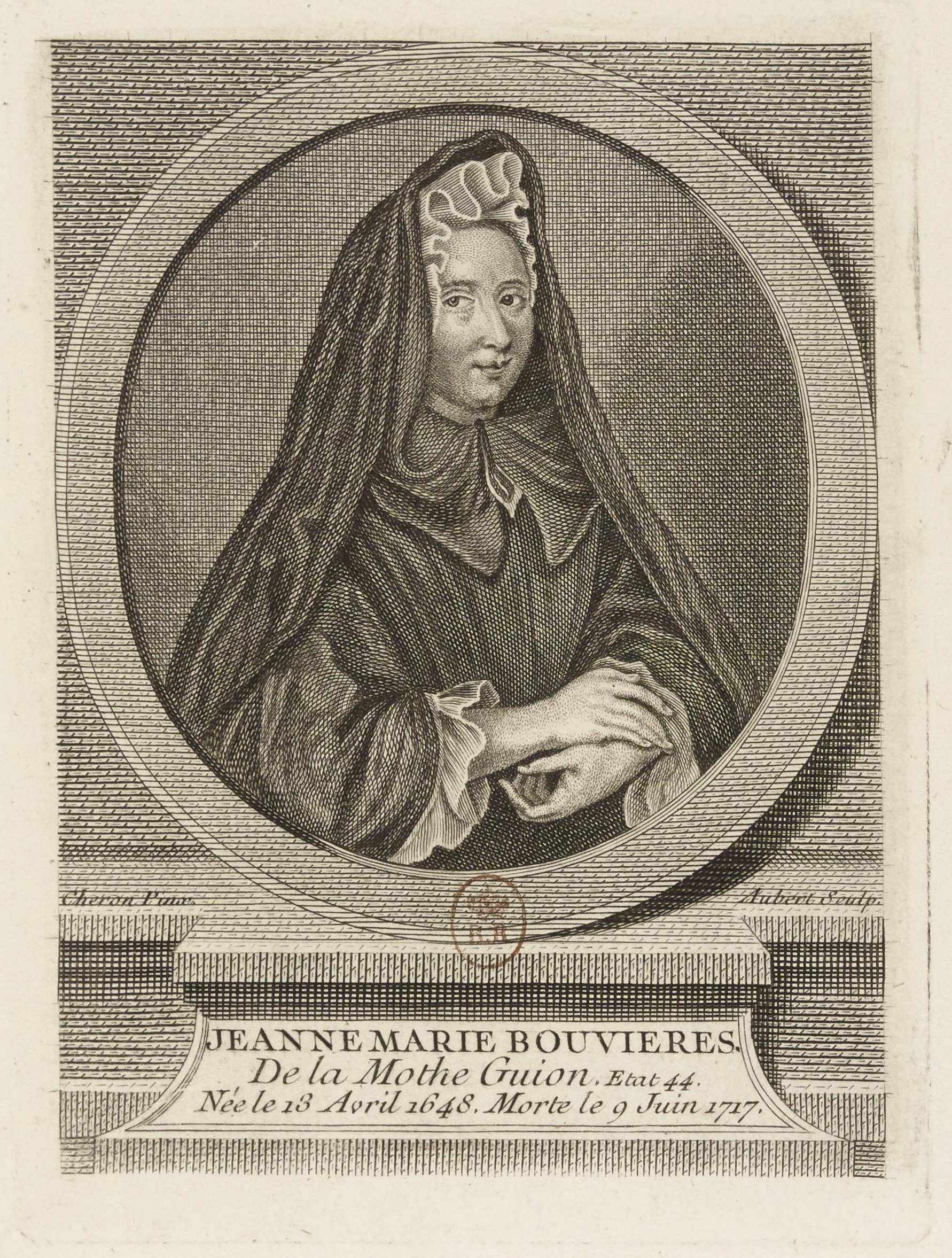
Jeanne Marie Bouvier de la Motte Guyon, rycina według portretu autorstwa Élisabeth Sophie Chéron

Jeanne Marie Bouvier de la Mothe-Guyon (ur. 13 kwietnia 1648 w Montargis, zm. 9 czerwca 1717 w Blois) – francuska mistyczka. Znana przez swój stosunek do bp. Fènelona, upominana była za szerzenie kwietyzmu, w końcu została uwięziona.

## Życiorys
W 1694 bp Bossuet sprawdził teksty Guyon pod kątem ich doktrynalnej poprawności i znalazł w nich 30 «błędów».
W 1698 umieszczono ją w Bastylii. Po wypuszczeniu w 1702 z tego paryskiego więzieniu została wypędzona do Blois, gdzie spędziła pozostałą część życia. Pozostawiła po sobie 60 tomów poezji i prozy, w większości napisanych w więzieniu. 42 tomy jej pism zostały opublikowane 1713–1722 a autobiografia w 1720.
Pismami mistycznymi Madame Guyon inspirował się William Cowper.

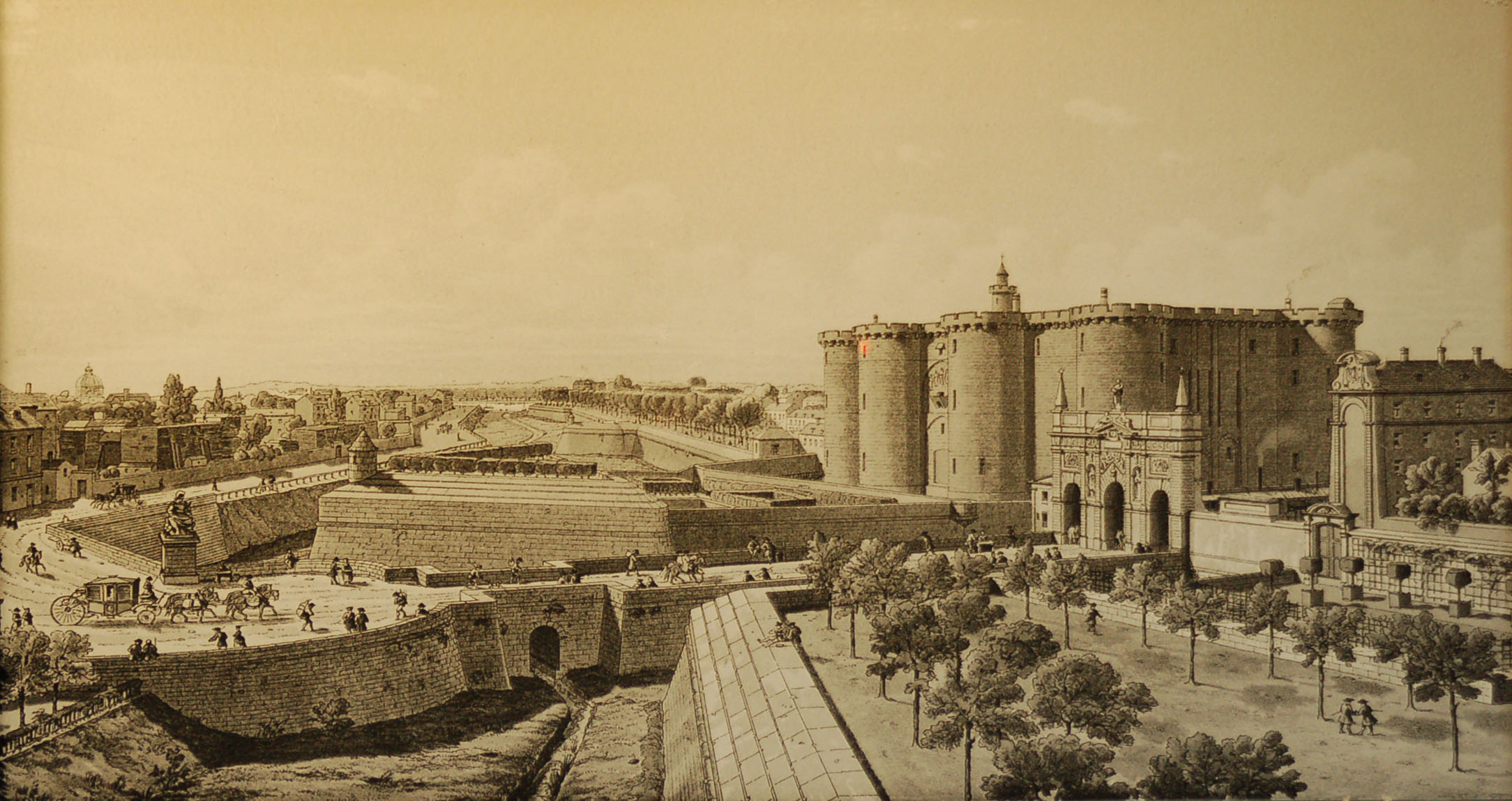
Bastylia